# Геммінг (конунг)
Геммінг (Hemming, д/н — 812) — конунг данів і англів в південній Ютландії, на Фюні і Зеландії.

## Життєпис
Ім'я батька невідоме. Можливо мав частково англське походження (зокрема по лінії матері), про що свідчить його ім'я (закінчується на -інг). Став правити 810 року після загибелі 810 року стрийка або вуйка (згідно Анналів королівства франків) або стриєчного брата (відповідно до «Діянь архієпископів Гамбурзької церкви») Годфреда. Останнього можливо було вбито за намовою Геммінга.
В цей час у данів був конфлікт з Франкською імперією. У відповідь імператор Карл Великий започаткував Данську марку. У 811 році відповідно до «Анналів королівства франків» було укладено Гайлігенгафенський мирний договір Геммінга з франками. Відповідно до нього кордоном між державами стала річка Айдер. У листопаді 811 року відправив посланців Аовіна і Геббі до імператора в Аахен, де було підтверджено мир з данами. Саксон Грамматик помилково відносить ці події до правління імператора Людовика I Побожного.
У 812 році Геммінг раптово помер. Владу над державою отримав його стриєчний брат Сігфред II.